# Vivian Rich
Vivian Rich (26 de maio de 1893 - 17 de novembro de 1957) foi uma atriz de cinema estadunidense da era do cinema mudo, que atuou em 218 filmes entre 1912 e 1931.

## Biografia
Rich nasceu no Oceano Atlântico e viveu sua juventude em Philadelphia. Sua família mudou-se, depois, para Boston, onde ela completou sua educação na Boston Latin High School. Começou a trabalhar no teatro em comédias musicais na American film company. Morou com sua mãe (sobrenome Warf) em Santa Bárbara, Califórnia.
Em 1912, assinou contrato com a Nestor Film Company e estrelou mais de 200 filmes para várias companhias, grande parte para a American Film Company. Seu primeiro filme foi o curta-metragem Cupid's Victory, em 1912, pela Nestor Film, e o último foi Hell's Valley (1931), retirando-se da vida cinematográfica em 1931, após o casamento.

## Who's Who in the Film World (1914)

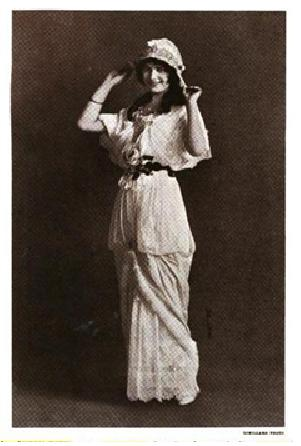
Who's Who in the Film World (1914)

Em “Who's Who in the Film World” de 1914, foi relatado sobre ela: "Miss Vivian Rich, a jovem talentosa atriz da Sidney Ayres Co. e American Films, que fez um sucesso tão maravilhoso, mas por um tempo curto, nasceu na Filadélfia, em 26 de maio de 1894. Sua estreia no mundo dramático foi no revival "Country Girl", então no Herald Square Theatre, em Nova Iorque; em seguida se juntou à Lux Company e foi para a costa do Pacífico. Ela deixou depois essa empresa e se juntou à Nestor, fazendo sua estreia cinematográfica. Depois de permanecer na Nestor durante algum tempo ela foi para a American Film Company. Tanto no teatro quanto nos dramas silenciosos, Vivian Rich fez bastante sucesso, mediante seu espírito vivaz, sua forma cativante e extrema beleza, que fizeram dela uma das principais atrizes favoritas na tela. Alguns de seus sucessos foram "The Oath of Pierre", "The Lost Sermon", "Oil On Troubled Waters", "Truth in the Wilderness". Address: American Film Company, Santa Barbara, Cal".

## Vida pessoal e morte
Vivian foi casada com o técnico de futebol universitário Ralph W. Jesson, e teve três filhos. Em 17 de novembro de 1957, Rich morreu em um acidente de trânsito, em Hollywood, Los Angeles, Califórnia. Ela foi sepultada no Valhalla Memorial Park Cemetery, em North Hollywood, Los Angeles, Califórnia.

## Filmografia parcial

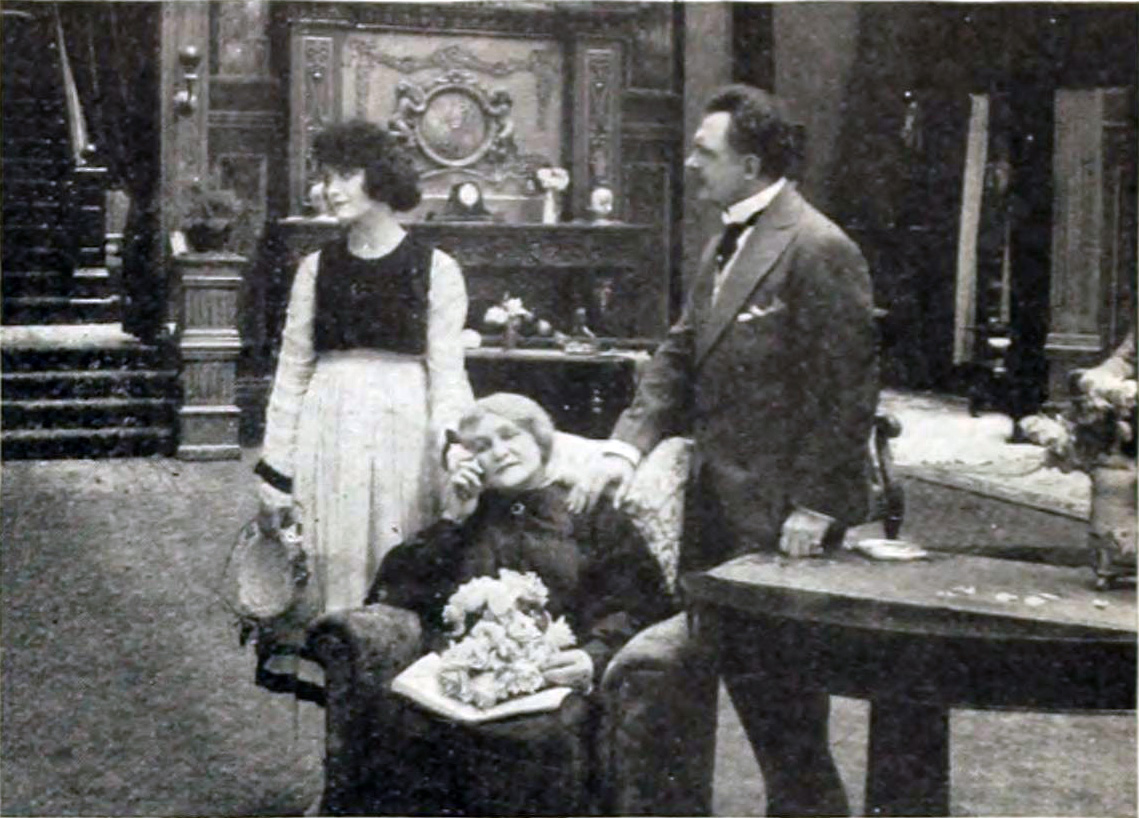
The Gentle Conspiracy (1916)

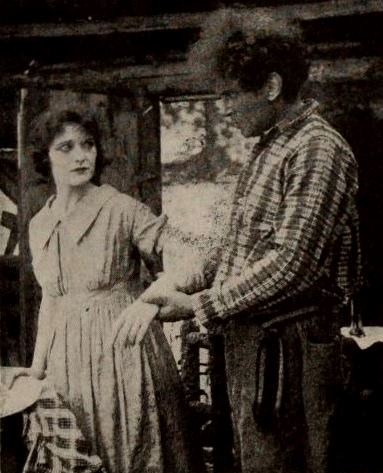
Cena do filme Code of the Yukon, em 1918, ao lado de Mitchell Lewis.

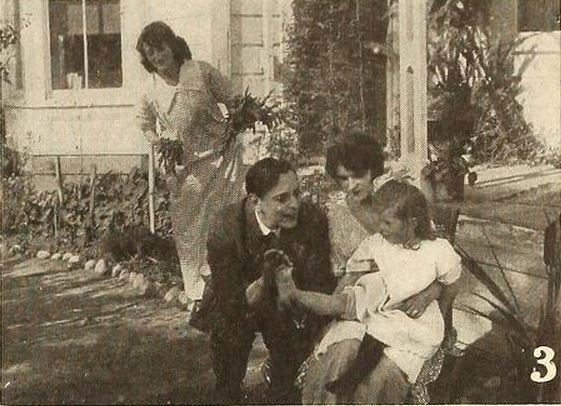
Cena do filme In the Sunlight, de 1915, ao lado de David Lythgoe

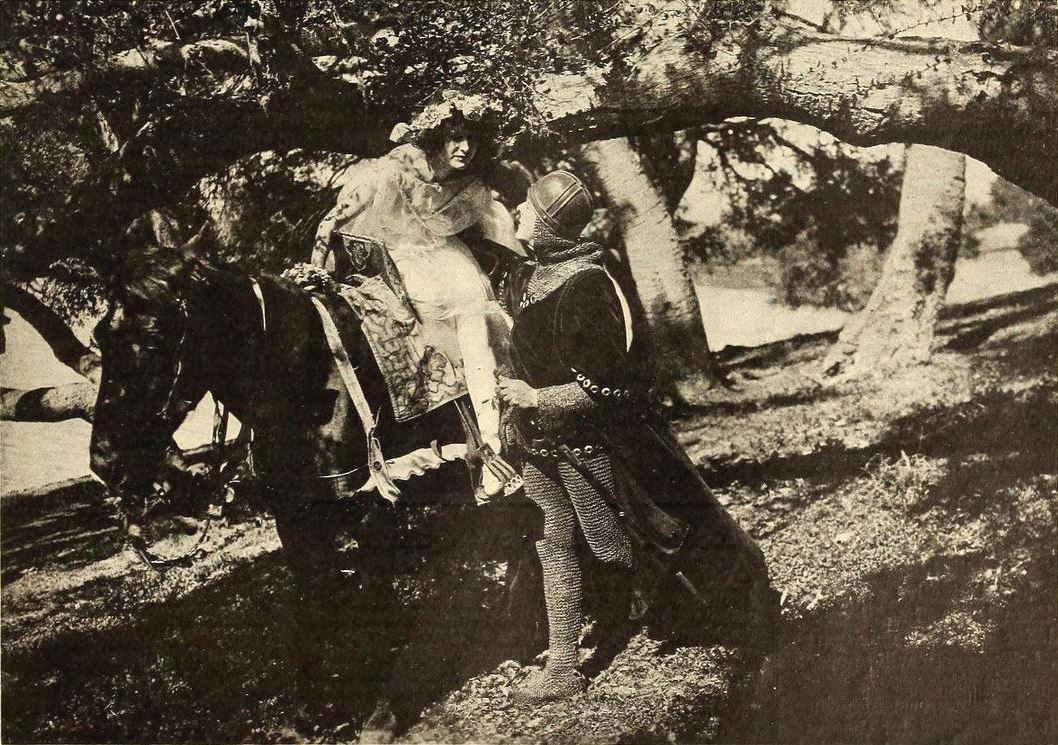
Cena de The Poet of the Peacks, de 1915, ao lado de David Lythgoe

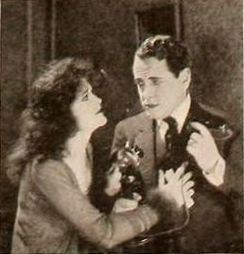
Cena de Would You Forgive, de 1920, ao lado de Tom Chatterton.

| Ano  | Filme                         | Papel                        |
| ---- | ----------------------------- | ---------------------------- |
| 1913 | The Ways of Fate              |                              |
| 1914 | Does It End Right?            |                              |
| 1914 | Their Worldly Goods           |                              |
| 1914 | The Taming of Sunnybrook Nell | Sunnybrook Nell, sua filha   |
| 1914 | Old Enough to Be Her Grandpa  | Lora                         |
| 1915 | Competition                   | Myra Stubbs – a Filha        |
| 1915 | The Day of Reckoning          | Martha True                  |
| 1915 | The Poet of the Peaks         | Lydia Lovell                 |
| 1915 | A Good Business Deal          |                              |
| 1915 | Mountain Mary                 | Mountain Mary Turell         |
| 1915 | To Melody a Soul Responds     | Elsa Krieg - a Filha         |
| 1915 | The Newer Way                 | Betty                        |
| 1915 | After the Storm               | Jane Roper                   |
| 1915 | The Exile of Bar-K Ranch      | Millie Donald                |
| 1915 | The Assayer of Lone Gap       |                              |
| 1915 | Drawing the Line              | Edith Latimer                |
| 1915 | The Spirit of Adventure       | The Mysterious Woman         |
| 1915 | A Question of Honor           | Nellie Fisher – Filha de Joe |
| 1915 | In Trust                      |                              |
| 1915 | The Little Lady Next Door     |                              |
| 1915 | Hearts in Shadow              | Nan Raymond                  |
| 1915 | Profit from Loss              | Nellie Carter                |
| 1915 | The Blot on the Shield        |                              |
| 1915 | The Smuggler's Cave           |                              |
| 1915 | The Wasp                      |                              |
| 1915 | To Rent Furnished             | Kate Proctor - uma Artist    |
| 1915 | The Substitute Minister       |                              |
| 1915 | The Bluffers                  | Patty                        |
| 1915 | The Silver Lining             | Nell Allen                   |
| 1915 | The Solution to the Mystery   | Bessie Mitchell              |
| 1916 | Matching Dreams               |                              |
| 1916 | Viviana                       |                              |
| 1916 | A Sanitarium Scramble         |                              |
| 1916 | Tangled Skeins                | Laura Doone                  |
| 1917 | The Man from Montana          | Meta Cooper                  |
| 1925 | Idaho                         | Beth Cameron                 |
| 1926 | Vanishing Millions            | Vivian Telden                |